# Diu Island
Diu Island är en ö i Indien.   Den ligger i unionsterritoriet Dadra och Nagar Haveli och Daman och Diu, i den västra delen av landet, 1 100 km sydväst om huvudstaden New Delhi.